# أحمد جلال (لاعب كرة قدم)
أحمد جلال حامد لاعب كرة قدم مصري في مركز الهجوم ، لعب لأندية الأهلي والمصري واتحاد الشرطة والاتحاد السكندري والمقاولون العرب وغزل المحلة.

## وصلات خارجية
- أحمد جلال